# Euthalia sancara
Euthalia sancara är en fjärilsart som beskrevs av Moore 1857. Euthalia sancara ingår i släktet Euthalia och familjen praktfjärilar. Inga underarter finns listade i Catalogue of Life.